# Carli (famiglia)
I Carli sono un'importante famiglia dell'Aquila.

## Storia
I Carli traggono le loro origini dai Cadicchi (o Cardicchi), famiglia di mercanti la cui documentazione risale al XI secolo e che è ritenuta essere originaria di Paganica; il nome, difatti, deriverebbe da quello del monte Cadicchio (o Caticchio), cui è legata anche l'etimologia della città vestina di Cutina.
La famiglia si stabilì all'Aquila a partire dal XIV secolo con Masciarello, la cui discendenza generò poi due rami distinti; Filippo intrecciò rapporti con il vescovo Jacopo Donadei e le due case di unificarono grazie al matrimonio tra la figlia Margherita con il rampollo Giovampietro Donadei. L'altro figlio, Antonio, fu invece padre di Carlo da cui derivò il nome della famiglia. Carlo visse alla metà del XV secolo mercanteggiando bestiame; l'importanza del casato accrebbe con i figli di Carlo, alcuni dei quali rimasero nel commercio (Antonio e Giacomo) mentre Francesco fu doctor e miles.
Nel 1476, con la riforma di Antonio Cicinello, i Carli entrarono nel consiglio dei sedici che costituiva il nuovo fulcro della vita politica cittadina. Giacomo Carli potenziò la presenza familiare nel quarto di Santa Maria con la realizzazione di palazzo Carli Benedetti, su progetto di Silvestro dell'Aquila; ebbe inoltre una discendenza numerosa e variegata, all'interno della quale si cita Giambattista Carli che fu dapprima abate di chiesa di San Giovanni di Lucoli, quindi vescovo di Sulmona-Valva (1514-1519).
Nei decenni seguenti, i Carli continuarono a ampliare la propria potenza economica grazie ad investimenti nell'ambito dell'allevamento (insieme ai Porcinari, detenevano infatti nel XVI secolo il maggior numero di capi di bestiame dell'intero territorio) e alle rendite derivanti dall'affitto dei pascoli, tanto che, nel 1580, la famiglia risulta essere la terza in città per proprietà e ricchezze. In questo contesto, un secondo Giacomo Carli fu doctor ed intellettuale — è l'autore del trattato Gemmatus pavo coloribus seu capitibus distinctus (1594) riguardante le questioni dinastiche — nonché membro della Camera aquilana nel 1582. Nello stesso anno, con i Rivera, i Carli contribuirono all'edificazione dell'oratorio di San Girolamo, oggi divenuto la chiesa di Santa Caterina Martire.
Nel 1608 la riduzione del numero dei consiglieri favorì il formarsi di un'oligarchia di stampo nobiliare e provocò contemporaneamente una momentanea scomparsa dei Carli dalla vita politica cittadina. Alla metà del secolo la famiglia si trasferì dal vecchio edificio, venduto alla congregazione dei celestini, al nuovo palazzo Carli nel quarto di San Pietro e, poco dopo, tornò ad eleggere suoi rappresentanti con la costituzione della Deputazione dei Sedici del 1672. I Carli ebbero un ruolo anche nell'edificazione della chiesa di San Filippo della congregazione di San Filippo Neri in cui, nel 1665, completarono la cappella di famiglia.
In seguito al terremoto dell'Aquila del 1703, la famiglia fece affari con la ricostruzione e la compravendita dei siti; anche il palazzo di famiglia subì, tra il 1711 e il 1725, una pesante ristrutturazione per volontà degli allora proprietari — i fratelli Bartolomeo, Ludovico e Marcello Carli — che vi ingolbarono, oltre alle abitazioni, anche alcune botteghe di famiglia.

## Blasonatura
La blasonatura della famiglia Carli è la seguente: Di rosso al pavone d'argento.

## Discendenza
Di seguito, l'albero genealogico della famiglia Cadicchi-Carli dal XIV al XVI secolo:
|                                               |                                                 |                       |                       |
|                                               | Masciarello XIV secolo capostipite dei Cadicchi |                       |                       |
|                                               |                                                 |                       |                       |
|                                               |                                                 |                       |                       |
| Filippo XIV-XV secolo                         | Filippo XIV-XV secolo                           | Antonio XIV-XV secolo | Antonio XIV-XV secolo |
|                                               |                                                 |                       |                       |
|                                               |                                                 |                       |                       |
| Margherita XV secolo sp. Giovampietro Donadei | Margherita XV secolo sp. Giovampietro Donadei   | Carlo XV secolo       | Carlo XV secolo       |
|                                               |                                                 |                       |                       |
|                                               |                                                 |                       |                       |
| Ramo dei Donadei                              | Ramo dei Donadei                                | Ramo dei Carli ·      | Ramo dei Carli ·      |

### Ramo dei Carli
|                        |                        |                       |                       |                          |                          |                               |                                       |                            |                            |                        |                        |                        |                        |
|                        |                        |                       |                       |                          |                          |                               | Carlo XV secolo capostipite dei Carli |                            |                            |                        |                        |                        |                        |
|                        |                        |                       |                       |                          |                          |                               |                                       |                            |                            |                        |                        |                        |                        |
|                        |                        |                       |                       |                          |                          |                               |                                       |                            |                            |                        |                        |                        |                        |
|                        |                        |                       | Antonio XV secolo     | Antonio XV secolo        | Giacomo XV secolo        | Giacomo XV secolo             |                                       | Francesco XV secolo        | Francesco XV secolo        |                        |                        | Paolo XV secolo        | Paolo XV secolo        |
|                        |                        |                       |                       |                          |                          |                               |                                       |                            |                            |                        |                        |                        |                        |
|                        |                        |                       |                       |                          |                          |                               |                                       |                            |                            |                        |                        |                        |                        |
| Girolamo XV-XVI secolo | Girolamo XV-XVI secolo | Valerio XV-XVI secolo | Valerio XV-XVI secolo | Alessandro XV-XVI secolo | Alessandro XV-XVI secolo | Giovanfrancesco XV-XVI secolo | Giovanfrancesco XV-XVI secolo         | Giambattista XV-XVI secolo | Giambattista XV-XVI secolo | Vincenzo XV-XVI secolo | Vincenzo XV-XVI secolo | Giovanni XV-XVI secolo | Giovanni XV-XVI secolo |

## Residenze

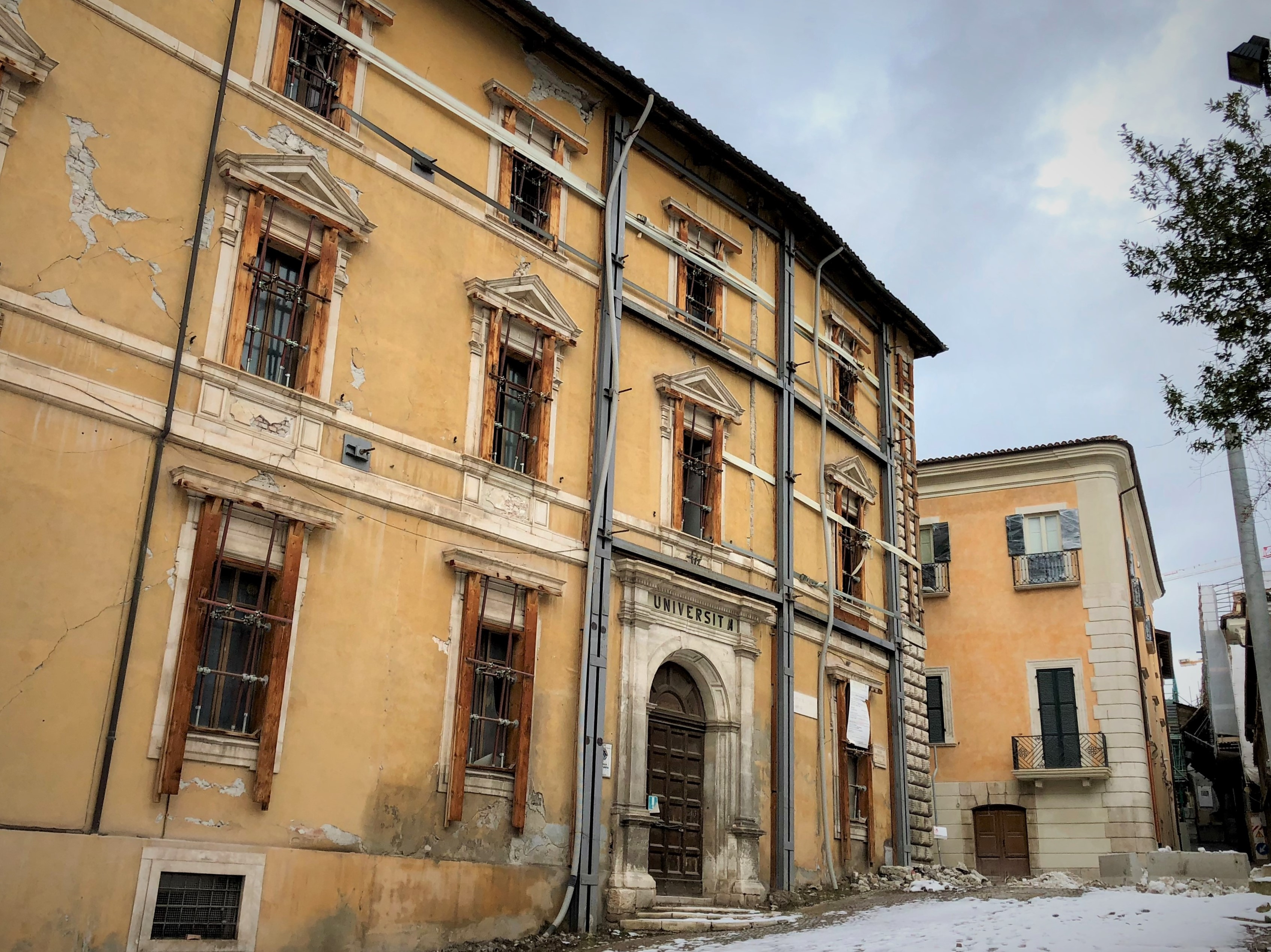
Il palazzo Carli danneggiato dal sisma del 2009.

Famiglia tra le più ricche dell'Aquila, i Carli vantano un cospicuo patrimonio immobiliare in città, storicamente diviso tra il quarto di Santa Maria (il quarto d'origine) e il quarto di San Pietro (dove si trasferirono a partire dal XVII secolo).
Il primo palazzo di cui si ha documentazione è il palazzo Carli Benedetti, realizzato su progetto di Silvestro dell'Aquila per Giacomo Carli e completato nel 1494. Nel Seicento la famiglia vendette il palazzo e si trasferì in un nuovo grande edificio tra via Roma e piazza dell'Annunziata, il palazzo Carli; questo fu poi ricostruito nelle fattezze attuali solo dopo il terremoto del 1703 quando i Carli, sfruttando le opportunità derivanti dalla ricostruzione, edificarono anche due altri palazzi, uno poco più a valle (il palazzo Carli in via Roma n. 111) e uno nel quarto d'origine (il palazzo Carli Cappa di via Paganica, oggi meglio noto come palazzo Lely Gualtieri). Più antico è, invece, il palazzo Carli Porcinari in via Andrea Bafile n. 13.